# 约瑟夫·迪克勒
约瑟夫·迪克勒（Joseph, Baron Ducreux，1735年6月26日—1802年7月24日），法国肖像画家、粉彩画家、微雕家和雕刻师，他在法国路易十六的宫廷是一个成功的肖像画家，法国大革命后继续他的职业生涯。他的不太正式的肖像画比官方肖像画表现出更多的面部表情。

## 生涯

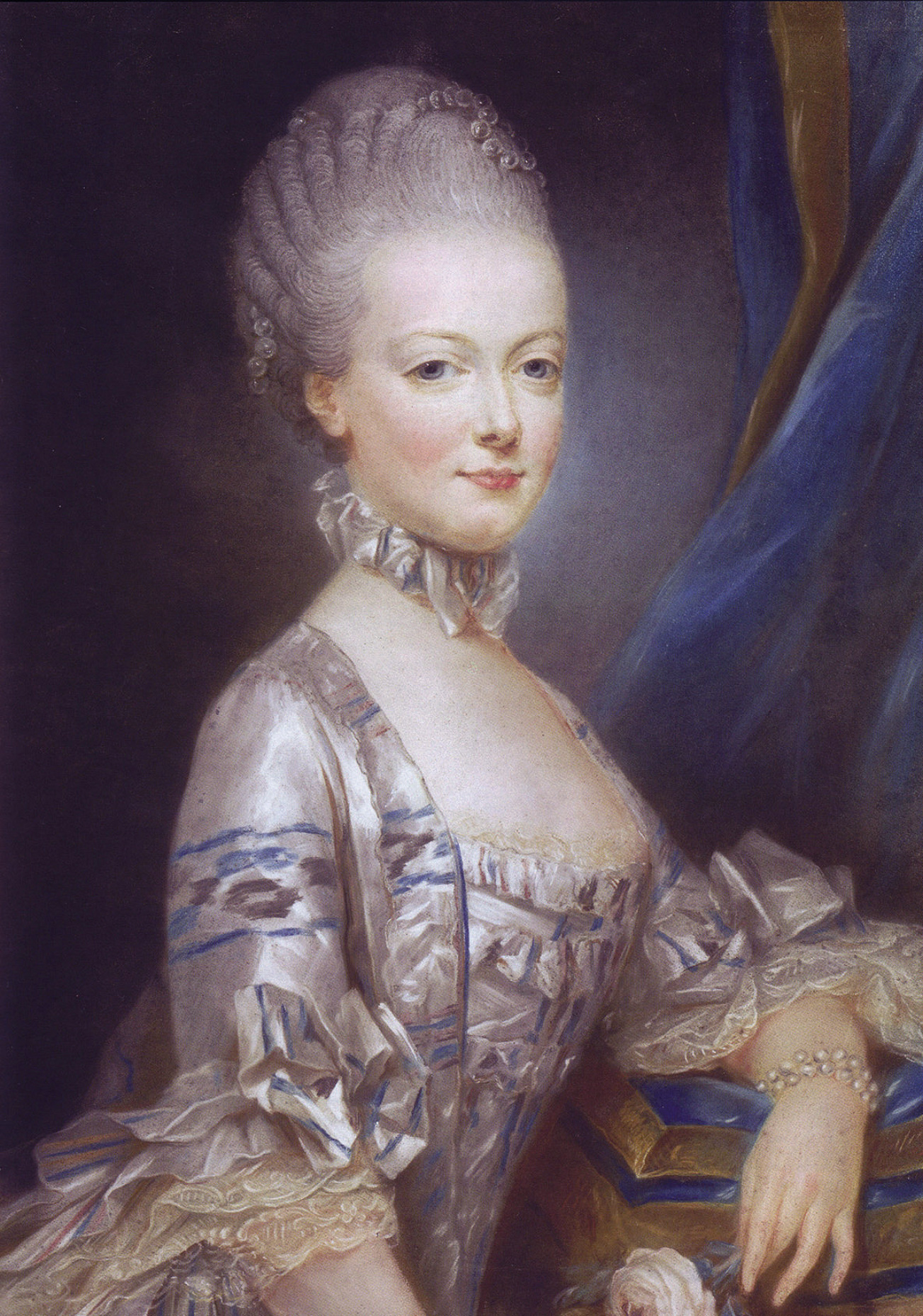
玛丽·安托瓦内特，作于1769年。这幅肖像画被送至法国王太子，使他能提前见到他的新娘。

迪克勒出生于法国南锡，可能接受他同为画家的父亲的训练。1760年他前往巴黎，成为粉彩画家莫里斯·康坦·德·拉图尔唯一的学生，拉图尔以肖像画著名。让-巴蒂斯·热鲁兹在油画技巧上给予他很大影响。
1769年，迪克勒前往维也纳为玛丽·安托瓦内特作画（见左图），1770年安托瓦内特离开维也纳嫁给了路易十六。因此迪克勒被封为男爵，并获得皇后第一肖像师的称号。虽然他并不是皇家绘画和雕塑学院的成员，他获得了该任命。
法国大革命爆发后，迪克勒前往伦敦。在那里他为路易十六绘制了处死前的最后一张肖像。
迪克勒于1793年返回巴黎，雅克-路易·大卫成为他的同事之一。大卫帮助他继续职业生涯。迪克勒的住所成了一个非正式的艺术家和音乐家沙龙，他们委托他绘制肖像画。
迪克勒有好几个孩子。他的长子朱尔斯是一个画家和步兵队长，在热马普战役中去世，他的一些画作保留下来。他的其他儿子早逝。他的大女儿，罗斯-阿德莱德·迪克勒，也成了一名画家。

## 延伸阅读
- （法文） Georgette Lyon, "Joseph Ducreux. Premier peintre de Marie Antoinette," Paris, 1958
- （法文） Emilie-Juliette Gauby, "Joseph Ducreux 1735–1802 Peintre de portraits", Student at Blaise Pascal University Clermont II, 2004]